# Années 440
Les années 440 couvrent la période de 440 à 449.

## Événements
- Vers 440 : 

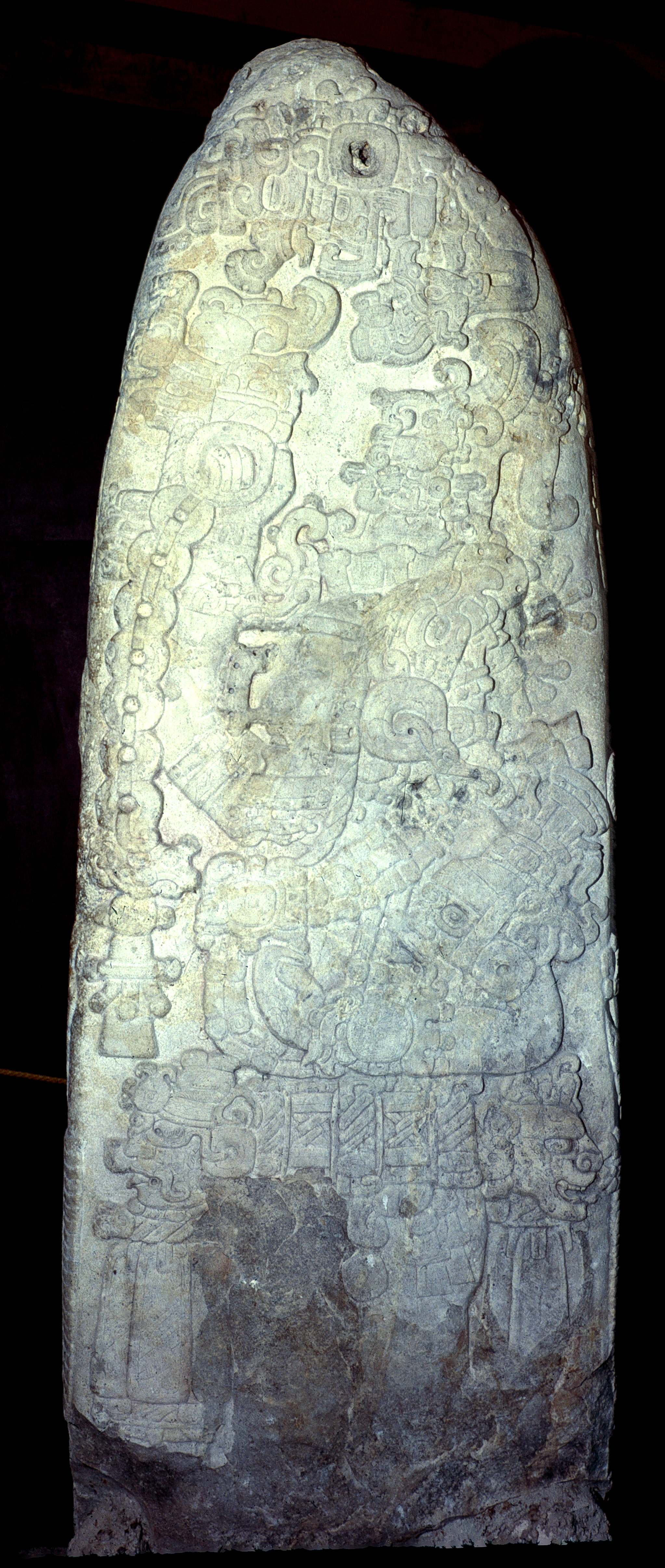
À Tikal, la stèle 31 érigée en 445 présente trois figures : au centre, Ciel d’Orage, souverain de Tikal en 435, entouré de guerriers de Teotihuacán qui portent des boucliers décorés du visage de Tlaloc.

  - les Francs de Clodion le Chevelu prennent Cambrai et Arras et dominent la Somme[2].
  - les Huns Hephtalites, originaires de l’Altaï, libérés de la tutelle des Ruanruan se jettent sur la Sogdiane et la Bactriane[3].
  - un grand centre d’étude bouddhiste est fondé par le roi Gupta Kumâragupta dans la plaine du Gange à Nâlandâ[4].
- 440-442 et 447 : guerre des Huns contre l’Empire d'Orient[5].
- 441 : guerre entre la Perse et l’Empire d’Orient contre Nisibe et l'Arménie. Théodose II envoie une armée sous la conduite d'Anatolius, qui négocie un traité de paix[6].
- 441-442 : selon la Chronica Gallica, la Grande-Bretagne est entièrement tombée au pouvoir des Saxons[7].
- 443 : les Burgondes deviennent fédérés de Rome. Création d'un royaume burgonde en Sapaudie[8].
- 444-446 : en Chine du Nord, persécutions contre les moines bouddhistes par le roi des Wei du Nord Tuoba Tao[9].
- 449 :
  - des mercenaires saxons puis angles et jutes s’établissent en Grande-Bretagne à l’appel du chef celte Vortigern pour lutter contre les Scots et les Pictes[10]. À la suite de l'invasion de la Bretagne romaine par les Angles et les Saxons. Les Bretons s'installent en Armorique où ils effacent toute trace de la civilisation romaine.
  - deuxième concile d'Éphèse. Crise du monophysisme[11].
  - ambassade de Priscus et Maximien auprès d'Attila pour le compte de l'empereur d'Orient Théodose II. Le récit de Priscus de cette ambassade est le témoignage le plus complet et le plus authentique sur Attila et la société hunnique[5].

## Personnages significatifs
- Aspar
- Aetius
- Attila
- Bleda
- Clodion le Chevelu
- Eutychès
- Genséric
- Hengist et Horsa
- Honoria
- Mérovée
- Priscus
- Théodose II
- Tuoba Tao
- Valentinien II
- Vortigern